# Junta de Oteo
Junta de Oteo fue un municipio español de la provincia de Burgos.

## Historia
Hacia mediados del siglo XIX, el municipio incluía en su término los lugares de Oteo, Návagos, Gobantes, Perex, La Miga, Castriciones, Robredo, Calzada, Quincoces de Suso, Quincoces de Yuso, Bozo, Suso, Lastras, Vescolides, Villabasil, Villafría y Castresana, con la suma de cuyas poblaciones tenía contabilizada una total de 597 habitantes. Aparece descrito en el duodécimo volumen del Diccionario geográfico-estadístico-histórico de España y sus posesiones de Ultramar de Pascual Madoz con las siguientes palabras:

OTEO (junta de): en la prov. de Búrgos, part. jud. de Villarcayo: es la mayor y mas centrica de las 6 que componen la merind. de Losa (V.), y comprende 17 pueblos que forman un solo ayunt., y son; Oteo, Navagos, Govantes, Pereg, la Miga, Castricciones, Robredo, Cabañes, Calzada, Quincoces, Bozo, Suso, Lastras, Vescolides, Villabasil, Villafría y Castresana. Confina N. con la junta de Traslaloma; E. con la de San Martin; S. con la de Rioseria, y O. con la de la de Cerca, todas de aquella merind. Su terreno es muy seco, lastroso, de poco fondo y entrecortado por varios montecitos sin nombre especial, de los cuales algunos estan poblados de buenos pinos, hayas y robles. Las prod. de este pais consisten en granos, legumbres, ganado yeguar, vacuno, de cerda, lanar y cabrio. ind.: la agrícola principalmente. pobl.: 135 vec., 597 alm. cap. imp.: 93,401 rs. contr.: 16,558 rs.
(Madoz, 1849, p. 408)

Relloso, que también habría formado parte de él, se constituyó en municipio independiente de cara al censo de 1857 pero regresó para el de 1877. El municipio de Junta de Oteo desapareció el 27 de julio de 1979 y el territorio pasó a formar parte del de Medina de Pomar.

## Demografía
| Gráfica de evolución demográfica de Junta de Oteo entre 1842 y 1970 |
| |
| Población de derecho según los censos de población del INE. Población de hecho según los censos de población del INE.Entre el censo de 1877 y el anterior, crece el término del municipio porque incorpora a Relloso. Entre el censo de 1887 y el anterior, crece el término del municipio porque incorpora a las entidades Momediano y Paresotas de Aforados de Losa. Entre el censo de 1857 y el anterior, disminuye el término del municipio porque independiza a Relloso. Entre el censo de 1981 y el anterior, este municipio desaparece porque se integra en el municipio Medina de Pomar. |